# 皮佐内
皮佐内（義大利語：Pizzone），是意大利伊塞尔尼亚省的一个市镇。总面积33平方公里，人口340人，人口密度10.3人/平方公里（2009年）。ISTAT代码为094036。